# Steel Dynamics
Steel Dynamics, Inc. (NASDAQ: STLD

) er en amerikansk stålproducent, der er baseret i Fort Wayne, Indiana. De producerer årligt 13 mio. ton stål.
Steel Dynamics blev etableret i 1993 af tre tidligere bestyrelsesmedlemmer fra Nucor.